# Richard Norris Williams
Richard Norris Williams II (Ginevra, 29 gennaio 1891 – Filadelfia, 2 giugno 1968) è stato un tennista statunitense.
Giovane prodigio del tennis, si imbarcò col padre Duane sul RMS Titanic per rientrare negli Stati Uniti d'America. Durante il naufragio del transatlantico, Williams salvò un altro passeggero rimasto intrappolato abbattendo una porta (fatto che poi ispirò una scena del film Titanic di James Cameron). In seguito si gettò in acqua e venne salvato dopo molte ore dalla nave di soccorso RMS Carpathia. Il medico di bordo del Carpathia gli consigliò di amputare le gambe, parzialmente congelate dalle acque oceaniche, ma Williams si rifiutò perché desideroso di proseguire la sua carriera di tennista.
Ripresosi, Richard Williams divenne uno dei tennisti statunitensi più abili dell'epoca, detenendo complessivamente cinque titoli del Grande Slam (quattro agli US Open e uno al torneo di Wimbledon) più una medaglia d'oro alle olimpiadi di Parigi 1924. Combatté inoltre nella prima guerra mondiale e ottenne la Croix de guerre e la Legion d'onore.

## Biografia

### Origini
Era figlio dell'avvocato statunitense Duane Williams, uno dei fondatori della Federazione Internazionale Tennis, e della moglie Lydia White. I genitori si erano trasferiti in Svizzera a causa dei problemi di salute di Duane, il quale sperava che il clima alpino avrebbe giovato al suo fisico, così il loro unico figlio Richard nacque a Ginevra; venne battezzato in onore di uno zio (da cui il numerale dopo il cognome) e crebbe nella Confederazione Elvetica.
Incoraggiato dal padre, grande appassionato di tennis, fin da bambino Richard dimostrò un grande talento sportivo, e nel 1903 vinse i campionati giovanili svizzeri. Continuò ad allenarsi per il decennio successivo, finché i genitori decisero di mandarlo a studiare in patria all'Università di Harvard. La madre Lydia rientrò per prima negli Stati Uniti per poterlo iscrivere all'istituto preparatorio Milton Academy, mentre Duane e Richard si attardarono in Svizzera poiché il giovane aveva nel frattempo contratto il morbillo. Ripresosi il figlio dalla malattia, Duane Williams decise di festeggiare prenotando due biglietti di prima classe sul nuovo transatlantico RMS Titanic, allora in partenza per gli Stati Uniti.

### SulTitanic
I Williams attraversarono la Francia in treno e s'imbarcarono sul Titanic a Cherbourg. Durante la traversata atlantica tra il 10 e il 14 aprile Richard e il padre, molto legati, trascorsero il tempo passeggiando sul ponte di prima classe e conversando del futuro sportivo e universitario del giovane.
Dopo che la sera del 14 aprile il Titanic si scontrò con un iceberg cominciando ad affondare, i Williams capirono subito che era successo qualcosa di grave e uscirono dalla propria cabina. Poco dopo si accorsero che un passeggero era rimasto intrappolato nella propria stanza: essendo un inserviente incapace di aprire la porta, Richard Williams la abbatté a spallate, fatto per cui venne minacciato di una sanzione pecuniaria. Tale episodio ispirò il regista James Cameron che, nel suo film Titanic, traspose lo scambio nella scena in cui i protagonisti Jack e Rose a loro volta abbattono una porta della nave per salvarsi e vengono minacciati di ritorsioni da un inserviente.
Si recarono poi sul ponte lance, trovando riparo dal freddo notturno nella palestra della nave. Assisterono poi nell'evacuazione dei passeggeri, cercando a loro volta un posto su una scialuppa ma senza successo. Dopo le ore 02:00, rendendosi conto che il Titanic stava per affondare, i Williams si approssimarono al parapetto della nave e fecero per gettarsi in acqua; proprio in quel momento il fumaiolo di prua del Titanic si staccò, travolgendo molte persone tra cui Duane Williams, uccidendolo sul colpo. Richard Williams invece riuscì a gettarsi in mare appena in tempo, precipitando per circa 12 metri (40 piedi) e aggrappandosi a un relitto galleggiante. Il corpo di Duane Williams, se recuperato, non venne mai identificato; sulla scialuppa pieghevole A, abbandonata dai sopravvissuti e recuperata un mese più tardi da un'altra nave, venne rinvenuto un cappotto appartenente al padre Duane e che Richard aveva perso, cosa che portò in un primo momento alla falsa notizia del recupero del suo corpo.
Richard Williams passò tutta la notte del 15 aprile alla deriva nell'oceano Atlantico, attorniato da numerosi altri sopravvissuti del Titanic che morirono progressivamente per congelamento. Aggrappatosi alla scialuppa pieghevole A rovesciata, fu uno dei pochi a riuscire a mantenersi in equilibrio e a essere salvato dal mare dopo molte ore. Soccorso dall'equipaggio dell'RMS Carpathia, le sue gambe presentavano un principio di ipotermia, e il medico di bordo gli consigliò di amputarle entrambe; Williams, risoluto nel voler perseguire la propria passione per il tennis, si rifiutò affermando «queste gambe mi serviranno!» Per favorire la ripresa della circolazione, a costo di provare grande fatica e dolore, camminò costantemente per molto tempo sul ponte del Carpathia, rivitalizzando progressivamente gli arti e facendoli tornare funzionanti.

### Carriera tennistica

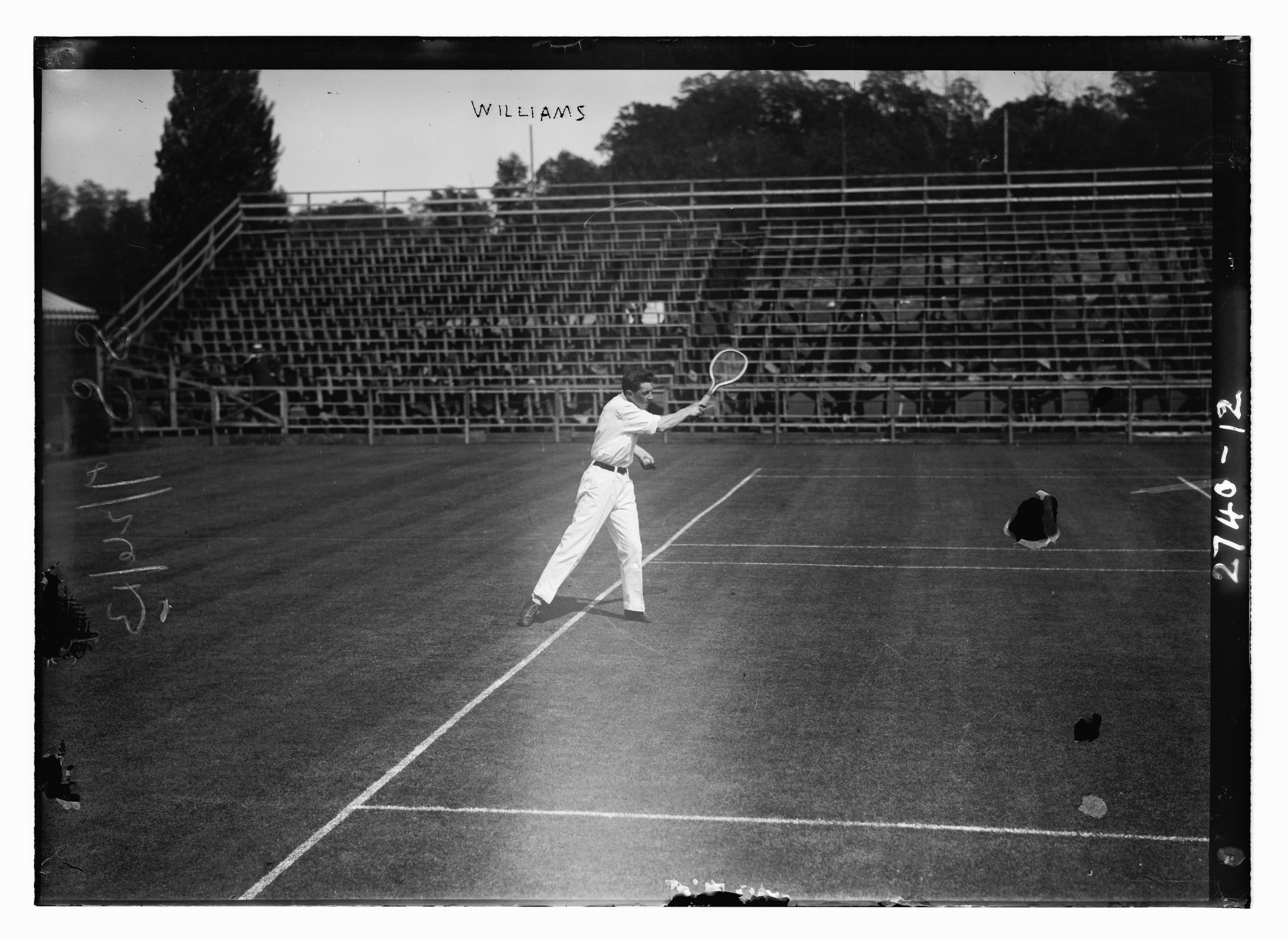
Richard Williams durante un allenamento (1913 circa)

A dispetto della gravità della sua condizione fisica, riuscì a riprendersi dal disastro e tornò a giocare competitivamente a tennis, tanto che dopo poche settimane si scontrò con Karl Behr (altro tennista sopravvissuto al naufragio del Titanic), perdendo la partita dopo essersi inizialmente imposto nei primi due set (6-0, 9-7, 2-6, 1-6, 4-6). La carriera di Williams andò quindi in crescendo, e nella stessa estate del 1912 vinse il doppio misto degli U.S. Open in coppia con Mary Browne contro William Clothier ed Eleonora Sears (6-4, 2-6, 11-9). Vinse poi il singolare maschile degli U.S. Open nel 1914 e di nuovo nel 1916, sconfiggendo rispettivamente Maurice McLoughlin (6-3, 8-6, 10-8) e Bill Johnston (4-6, 6-4, 0-6, 6-2, 6-4). Nel 1916 venne riconosciuto come il giocatore di tennis statunitense più forte.
Quando gli Stati Uniti entrarono nella prima guerra mondiale nel 1917, Williams si arruolò nell'esercito statunitense e combatté sul fronte occidentale, ricevendo la Croix de guerre e la Legion d'onore. In seguito si trasferì a Filadelfia e divenne presidente dell'Historical Society of Pennsylvania.

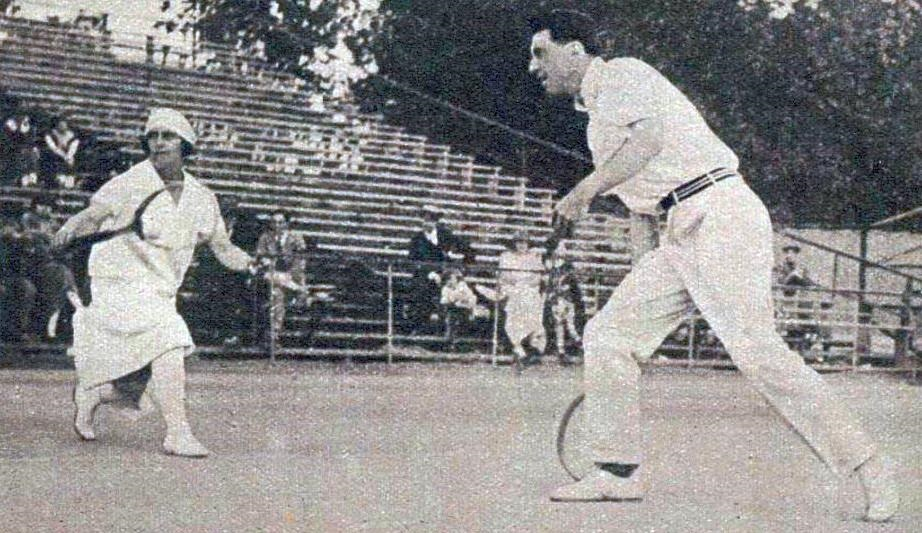
Richard Williams e Hazel Wightman durante la finale di Parigi 1924

Negli anni successivi riprese la carriera tennistica, dedicandosi al doppio maschile: nel 1920 vinse il doppio maschile di Wimbledon in coppia con Chuck Garland sconfiggendo Algernon Kingscote e James Cecil Parke (4-6, 6-4, 7-5, 6-2), mentre nel 1925 e 1926 trionfò nel doppio maschile degli U.S. Open, in entrambe le occasioni in coppia con Vincent Richards. Arrivò così a collezionare complessivamente cinque vittorie nei tornei del Grande Slam.
Nel 1924 vinse anche la medaglia d'oro alle olimpiadi di Parigi nel doppio misto in coppia con Hazel Hotchkiss Wightman, sconfiggendo in finale i connazionali Vincent Richards e Marion Zinderstein (6-2, 6-3).

### Ultimi anni
Continuò a praticare il tennis a livello amatoriale fino a tarda età, dovendo poi smettere per problemi alla circolazione sanguigna delle gambe, dovuti ai postumi dell'esperienza sul Titanic, da cui il suo fisico non si era mai in realtà del tutto ripreso. Si sposò nel 1930 con Susan Gillmore, che gli diede tre figli e una figlia; lavorò come banchiere e investitore.
Morì nel 1968 per un enfisema. Non parlò mai molto della propria esperienza sul Titanic, ma poco prima di morire, incoraggiato dai figli, scrisse un libro di memorie intitolato CQD (dal codice CQD, predecessore dell'SOS) in cui narrava succintamente il disastro dal suo punto di vista.